# Tennistoernooi van Rosmalen 2025
Het tennistoernooi van Rosmalen van 2025 werd van maandag 9 tot en met zondag 15 juni 2025 gespeeld op de grasbanen van het Autotron Expodome in de Nederlandse plaats Rosmalen, onderdeel van de gemeente 's-Hertogenbosch. De officiële naam van het toernooi was Libéma Open.
Het toernooi bestaat uit twee delen:
- WTA-toernooi van Rosmalen 2025, het toernooi voor de vrouwen
- ATP-toernooi van Rosmalen 2025, het toernooi voor de mannen

## Toernooikalender
| Rosmalen          | juni 2025 | juni 2025 | juni 2025 | juni 2025 | juni 2025    | juni 2025    | juni 2025 |
| Rosmalen          | maa 9     | din 10    | woe 11    | don 12    | vrĳ 13       | zat 14       | zon 15    |
| ----------------- | --------- | --------- | --------- | --------- | ------------ | ------------ | --------- |
| vrouwenenkelspel  | 1e ronde  | 1e ronde  | 2e ronde  | 2e ronde  | kwartfinale  | halve finale | finale    |
| vrouwendubbelspel | 1e ronde  | 1e ronde  | 1e ronde  | 2e ronde  | halve finale | finale       |           |
| mannenenkelspel   | 1e ronde  | 1e ronde  | 2e ronde  | 2e ronde  | kwartfinale  | halve finale | finale    |
| mannendubbelspel  | 1e ronde  | 1e ronde  | 1e ronde  | 2e ronde  | halve finale | finale       |           |

ATP-toernooi van Rosmalen – WTA-toernooi van Rosmalen

1996 · 1997 · 1998 · 1999 · 2000 · 2001 · 2002 · 2003 · 2004 · 2005 · 2006 · 2007 · 2008 · 2009 · 2010 · 2011 · 2012 · 2013 · 2014 · 2015 · 2016 · 2017 · 2018 · 2019 · 2020-2021 · 2022 · 2023 · 2024 · 2025